# 帝塚山大学短期大学部
帝塚山大学短期大学部（てづかやまだいがくたんきだいがくぶ、英語: Tezukayama University Junior College）は、奈良県奈良市学園南3-1-3に本部を置いていた日本の私立大学である。1961年に設置され、2005年に廃止された。大学の略称は帝塚山短大、帝短。

## 概要

### 大学全体
- 奈良県奈良市に所在した日本の私立短期大学で、設置主体は学校法人帝塚山学園[1]。
- 1961年に帝塚山短期大学として開学。私大バブルの時分は、最多で一学年定員 920 名の時期があった。2学科体制となっていた。
- 2003年度の入学生を最後に[注釈 2]、2005年に短期大学としての使命を終える[2]。

### 教育および研究
- 帝塚山大学短期大学部にはまず文芸学科が置かれており、なかでも日本文化史に関する専門科目は全国の短大でも極めて稀であった。「奈良学研究」と題したユニークな科目が置かれていたところにもまた特色があった。ほか、陶芸・織物・染色・工芸といった芸術系の要素も交えた科目が置かれていたところにも特色があった。
- 人間環境学科には、栄養士を養成する専攻課程があった。

### 学風および特色
- 帝塚山大学短期大学部は、大学に先駆けて設置された。
- 開学以来、女子を対象とした短大となっていた。

## 沿革
- 1961年
  - 3月10日 左記を以て文部省[注 2]より短期大学の設置が認可される[3]。
  - 4月1日 帝塚山短期大学（てづかやまたんきだいがく）として以下の学科体制にて開学[4]。
    - 文芸科[注釈 3]
    - 家庭生活科[注釈 3]

  - 5月1日 学生数[5]/定員
    - 文芸科 50[注釈 4]/50
    - 家庭生活科 50[注釈 4]/50
- 1965年
  - 4月1日 以下の変更点あり[6]。
    - 文芸科の入学定員を50→100に増員し、かつ以下の専攻課程を設ける[注釈 5]
      - 日本文芸専攻 入学定員50名
      - 英米文芸専攻 入学定員50名

    - 家庭生活科の入学定員を50→100に増員[注釈 5]。

  - 5月1日 学生数[9]/定員
    - 文芸科 196[注釈 4]/150
    - 家庭生活科 289[注釈 4]/150
- 1966年
  - 4月1日 以下、入学定員増あり[注 3]。
    - 文芸科
    - 日本文芸専攻 50→80
    - 英米文芸専攻 50→80
    - 家庭生活科 100→160

  - 5月1日 学生数[12]/定員
    - 文芸科 327[注釈 4]/260
    - 家庭生活科 509[注釈 4]/260
- 1967年
  - 4月1日 家庭生活科を以下の通り専攻分離する[13]。
    - 家庭生活専攻[注釈 6]
    - 食物栄養専攻[注釈 6]

  - 5月1日 学生数[15]/定員
    - 文芸科 405[注釈 4]/320
    - 家庭生活科 587[注釈 4]/320
- 1971年
  - 4月1日 文芸科を文芸学科に改称[注釈 7]。
- 1975年
  - 4月1日 家庭生活科食物栄養専攻の入学定員を80→100に増員[注 4]。
  - 5月1日 学生数[19]/定員
    - 文芸学科 663[注釈 4]/420
    - 家庭生活科 615[注釈 4]/340
- 1976年
  - 4月1日 文芸学科に以下の課程を新設する[20]。
    - 日本文化史専攻 入学定員100名[21]

  - 5月1日 学生数[22]/定員
    - 文芸学科 880[注釈 4]/420
    - 家庭生活科 660[注釈 4]/360
- 1982年
  - 4月1日 家庭生活科を家庭生活学科に改称[注釈 7]。
- 1984年
  - 1月13日 専攻科の設置が認められ、以下の課程を設ける[注 5]。
    - 文芸専攻 入学定員60名
    - 家庭生活専攻 入学定員40名
- 1985年
  - 4月1日 以下の通り入学定員増あり[注 6]。
    - 文芸学科
      - 日本文芸専攻 80→120
      - 英米文芸専攻 80→120

    - 家庭生活学科
      - 家庭生活専攻 80→120
      - 食物専攻専攻 100→150

  - 5月1日 学生数[31]/定員
    - 文芸学科 936[注釈 4]/600
    - 家庭生活学科 695[注釈 4]/450
- 1986年
  - 4月1日 以下の通り入学定員増あり[注 7]。
    - 文芸学科
      - 日本文芸専攻 120→160
      - 英米文芸専攻 120→200
      - 日本文化史専攻 100→200

    - 家庭生活学科
      - 家庭生活専攻 120→180
      - 食物専攻専攻 150→180

  - 5月1日 学生数[35]/定員
    - 文芸学科 1,019[注釈 4]/900
    - 家庭生活学科 730[注釈 4]/630
- 1987年
  - 5月1日 学生数[36]/定員
    - 文芸学科 1,195[注釈 4]/1,120
    - 家庭生活学科 769[注釈 4]/720
- 1992年
  - 5月1日 学生数[注 8]/定員
    - 文芸学科 1,240[注釈 4]/1,120
    - 家庭生活学科 790[注釈 4]/720
- 1993年
  - 5月1日 学生数[39]/定員
    - 文芸学科 1,335[注釈 4]/1,120
    - 家庭生活学科 805[注釈 4]/720
- 1994年
  - 5月1日 学生数[40]/定員
    - 文芸学科 1,279[注釈 4]/1,120
    - 家庭生活学科 791[注釈 4]/720
- 1995年
  - 4月1日 文芸専攻英米文芸専攻を英米語専攻に名称変更する[41]。
- 1997年
  - 4月1日 入学定員減あり[注 9]。
    - 文芸学科
      - 日本文芸専攻 160→110
      - 英米語専攻 200→170
      - 日本文化史専攻 200→170

    - 家庭生活学科
      - 家庭生活専攻 180→160
      - 食物専攻専攻 180→110
- 1997年
  - 5月1日 学生数[44]/定員
    - 文芸学科 1,037[注釈 4]/1,010
    - 家庭生活学科 725[注釈 4]/630
- 1998年
  - 5月1日 学生数[45]/定員
    - 文芸学科 853[注釈 4]/900
    - 家庭生活学科 641[注釈 4]/540
- 1999年
  - 4月1日 以下については、この年度で学生募集を最終とする[注 10]
    -       - 日本文芸専攻
      - 英米語専攻
      - 日本文化史専攻

  - 5月1日 学生数[47]/定員
    - 文芸学科 646[注釈 4]/900
    - 家庭生活学科 633[注釈 4]/540
- xxxx年
  - 4月1日 専攻科の入学定員を以下の通り減員する★。
    - 文芸専攻 60→30
    - 家庭生活専攻 40→20
- 2000年
  - 4月1日 帝塚山大学短期大学部と改名[46]。
  - 同 学科の入学定員減を以下の通り行う[注 11]。
    - 文芸学科 450→145
    - 家庭生活学科
      - 家庭生活専攻 165→150
      - 食物栄養専攻 110→80
- 2002年
  - 4月1日 以下、学科の改組あり[51]。
    - 家庭生活学科→人間環境学科
    - 文芸学科→文化環境学科
- 2003年
  - 4月1日 この年度で学生募集を終了[注釈 2]。
- 2005年
  - 7月29日 左記をもって正式に廃止とする[2]。

## 基礎データ

### 所在地
- 奈良県奈良市学園南3-1-3[注釈 1]

### 象徴
- 帝塚山大学短期大学部のカレッジマークは右記資料を参照のこと[52]

## 教育および研究

### 組織

#### 学科
- 文芸学科→文化環境学科 入学定員105名[注釈 8]
  - 日本文芸専攻 入学定員110名[注釈 9]
  - 日本文化史専攻 入学定員170名
  - 英米語専攻 入学定員170名
- 家庭生活学科→人間環境学科
  - 家庭生活専攻→人間環境専攻 入学定員110名[注釈 8]
  - 食物栄養専攻 入学定員80名[注釈 8]

#### 専攻科
- 文芸専攻 入学定員30名[49]
- 家庭生活専攻 入学定員20名[49]

#### 別科
- なし

#### 取得資格について
- 中学校教諭二種免許状
  - 国語：文芸学科（旧・日本文芸専攻[注釈 10]）
  - 英語：文芸学科（旧・英米語専攻[注釈 10]）
  - 社会：文芸学科[49]（旧・日本文化史専攻を含む[注釈 10]）
  - 家庭
    - 家庭生活学科
      - 家庭生活専攻[49]
      - 食物栄養専攻[49]

資格
- 栄養士
  - 家庭生活学科
    - 食物栄養専攻[49]
- 司書教諭
  - 文芸学科[49]
  - 家庭生活科家庭生活専攻[49]

### 研究
- 『帝塚山短期大学紀要. 人文・社会科学・自然科学編 』[57]
- 『帝塚山短期大学食品科学研究会誌』[58]
- 『帝塚山短期大学紀要. 人文・社会科学編』[59]
- 『帝塚山短期大学紀要』[60]

## 学生生活

### 部活動・クラブ活動・サークル活動
- 帝塚山大学短期大学部で活動していたクラブ活動
  - 体育系：バドミントン・水泳・バスケットボール・弓道・テニス・軟式野球・スキーほか
  - 文化系：華道・茶道・演劇、田楽（同好会）ほか

### 学園祭
- 帝塚山大学短期大学部の学園祭は「茜祭」と呼ばれていた。

### スポーツ
- 軟式庭球部は関西6大学1部リーグで活躍、西日本大会で2年連続3位、全日本短大戦で全国優勝を連勝していた。
- 軟式野球部が、関西女子野球選手権で4位の成績を修めたことがある。

## 大学関係者と組織

### 大学関係者組織
- 帝塚山大学短期大学部には法人全体としての「帝塚山学園」同窓会組織がある。

#### 出身者
- 福井未菜：タレント。
- 萬田久子：女優。

## 施設

### キャンパス
- 近鉄奈良線学園前駅から徒歩1分。学園前キャンパスで就学した。
- キャンパス内には11号館・14号館さらに1999年9月に新設された16号館があった。
- 図書館は、11号館にあり、所蔵資料数は200,000冊を超えていた。その床には、旧添下郡富雄村と伏見村との境界線記録のモニュメントが打ち込まれた。

### 学生食堂
- 帝塚山大学短期大学部の学生食堂（学食）は、14号館に置かれていた。

### 寮
- 帝塚山大学短期大学部には学生寮があり、収容定員は108人となっていた。

## 対外関係

### 系列校
- 帝塚山大学
- 帝塚山中学校・高等学校
- 帝塚山小学校
- 帝塚山幼稚園

## 社会との関わり
- 公開講座を行っていた。

## 卒業後の進路について

### 編入学・進学実績
- 系列の帝塚山大学以外では、京都教育大学・酪農学園大学・東北福祉大学・岐阜女子大学・愛知学院大学・中京女子大学・京都外国語大学・京都光華女子大学・京都精華大学・京都橘大学・同志社女子大学・花園大学・佛教大学・立命館大学・龍谷大学・追手門学院大学・大阪経済法科大学・大阪国際女子大学・大阪産業大学・大阪樟蔭女子大学・大阪商業大学・大阪大谷大学・関西大学・関西福祉科学大学・近畿大学・摂南大学・相愛大学・帝塚山学院大学・梅花女子大学・桃山学院大学・甲南大学・甲南女子大学・園田学園女子大学などがある